# یواس‌اس شلیاک (ای‌کی‌ای-۶۲)
یواس‌اس شلیاک (ای‌کی‌ای-۶۲) (به انگلیسی: USS Sheliak (AKA-62)) یک کشتی بود که طول آن ۴۵۹ فوت ۲ اینچ (۱۳۹٫۹۵ متر) بود. این کشتی در سال ۱۹۴۴ ساخته شد.